# 伯明翰足球會
伯明翰足球會（发音为/ˈbɜrmɪŋɡəm ˈsɪti/，AIM: BMC）是一支英格蘭足球會，是兩支主要職業球會之一（另一支為阿士東維拉，兩隊之間的德比戰被稱為）。2010/11年再次降級至英格蘭足球冠軍聯賽作賽。
原名「小希夫聯盟」（The Small Heath Alliance），在1905年更名伯明翰足球會（Birmingham F.C.），再於1945年改名為Birmingham City Football Club，但在香港的官方中文譯名仍保留之名字。主場位於的聖安德魯球場。50年代末60年代初期，伯明翰成為首支出戰歐洲的英格蘭球隊，更連續兩屆於歐洲城市博覽會盃決賽出戰及羅馬兩支歐洲勁旅落敗而屈居亞軍。

## 球會歷史
伯明翰城足球會是位於英國工業大城市的球隊，1875年該隊正式成立，前身名叫「小希斯聯隊」（Small Heath Alliance），並於1885年轉為職業球隊，三年後更成為首間由董事會管理的有限公司足球會。後來球隊幾次更改名稱，1905年更名「伯明翰」（Birmingham），翌年遷入新建的聖安德魯斯球場，直到1943年正式確立「伯明翰城」（Birmingham City）的名稱。
在建隊早期，在英格蘭足球同盟參賽，於1892年獲邀加入新成立的英格蘭足球聯賽乙組聯賽。伯明翰城是首支參加歐洲賽事的英國球隊，於1956年參加新成立的國際城市博覽會杯。1963年，他們才贏得了第一座主要賽事的獎盃，在該年的英格蘭聯賽盃決賽中，伯明翰城擊敗了同城死敵阿士東維拉，這也是該隊歷史上最令人津津樂道的一次暢快勝利。他們亦是首支晉級歐洲賽事決賽的英國球隊，分別於1960年及1961年在國際城市博覽會杯決賽負於及羅馬腳下。
在1970年代和80年代，伯明翰城在甲組聯賽和乙組聯賽之間沉浮不定，幾次降級又幾次升級。1979年伯明翰城將杜利華·法蘭西斯（Trevor Francis）出售到諾定咸森林，成為首名100萬英鎊身價球員。
從1986年到2002年，伯明翰城進入了球會歷史上的黑暗時期，球隊因財困數度易主，在1985/86年賽季，他們從頂級聯賽降級，1989年，又在歷史上第一次降入了丙組聯賽。1992年在財務接管四個月後，出版商大衛·蘇利雲（David Sullivan）以70萬英鎊代價購入球會，並委任年僅23歲的嘉倫·柏蘭迪（Karren Brady）為常務董事。
經歷了多年磨難，伯明翰城在1991/92年賽季殺回了英甲〈第二級〉，但在1993/94年賽季，他們因為得失球差的劣勢，被同地區的西布朗擠掉了級，降到當時已是第三級別的英乙，之後的幾年，伯明翰城重返英甲，併力爭重返英超，連續三年晉級升班附加賽，但都未能如願。2001/02年賽季，前曼聯傳奇後衛史蒂夫·布鲁斯接掌了伯明翰城的帥位，他帶隊在該賽季實現了突破，他們在附加賽中擊敗了诺里奇城，20年來首次殺入英超聯賽。
在升入英超的首三年，伯明翰城的名次分別是中游的13、10及12位，但2005/06年賽季，該隊在購買了福塞爾、賓納、彭迪安尼等多名知名球員後，反而出現了大滑坡，最終慘遭降級厄運。不過降級後僅僅一年，在2006/07年賽季，伯明翰城在英冠聯賽中實現了升級，他們奪取了聯賽的第二名，和同一年降級的新特蘭一起殺回了英超。
2007年夏天，伯明翰城迎來了球會歷史上的重大事件，香港富商楊家誠收購了球會29.9%的股份，成為最大股東，並且正式入主成為該隊的老闆，伯明翰城的一個新時期拉開了帷幕。但不走運的是，2007/08年賽季結束後，伯明翰城再次回到了英冠賽場。不過，頑強的伯明翰人，在英冠賽場的比拚後再次脫穎而出，以亞軍身份在降班一季後即重返英超聯賽。
2011年，伯明翰在48年後再次奪得英格蘭聯賽盃冠軍，在決賽以2-1擊敗阿仙奴，取得第二座主要賽事的獎盃，同時取得來季參加歐霸杯的資格。可惜伯明翰奪取聯賽盃錦標後，在聯賽成績不斷下滑，最後更護級失敗，2011-12球季開始在英冠作賽。
伯明翰在2012年開始在英冠作賽，多年來處於在英冠中下游位置，2018/19年度球季更因球會財務問題被扣9分，但伯明翰多次都護級成功避過降至第三組聯賽英甲。
2023年5月，俱樂部獲美國對沖基金經理Tom Wagner入股成為第二大股東。至2023/24年度球季，伯明翰只取得第22名，護級失敗，來屆降至英甲。
24/25賽季，以聯賽積分第一重回英格蘭足球冠軍聯賽。

## 大事紀年
| 年 份       | 事 項 |
| ----------- | --- |
| 1875年      | 以小希夫聯盟的名字成立。 |
| 1879年      | 9月27日在主場與首次比賽，戰果為“1球+1爭議性入球比0”，小希夫聯盟獲勝，亦展開日後中部打比的序幕。 |
| 1885年      | 轉為職業球隊。 |
| 1888年      | 更名小希夫，首支成立為“有限公司”的球隊，注冊資本為650英鎊。 |
| 1905年      | 更名。 |
| 1906年      | 搬遷到聖安德魯球場現址。12月進行首場比賽對，吸引3萬2千球迷入場，由約翰·荷達爵士主持開球禮，結果0-0和局終場。 |
| 1925-26年   | 皇家馬德里成為首支到訪的外隊，伯明翰以3-0在這場友賽獲勝。 |
| 1931年      | 晉身足總杯決賽，首度出師溫布萊球場對，以1-2落敗屈居亞軍。 |
| 1932年      | 在足總杯於聖安德魯球場迎戰，吸引破紀錄的67,341名球迷入場觀戰。 |
| 1943年      | 大戰期間德國空軍的空襲幾乎移平聖安德魯球場，主場被迫遷移維拉公園球場。當重回聖安德魯球場，球員需要在附近的工廠更衣。 |
| 1945年      | 更名伯明翰城足球會。戰後的三年中，伯明翰城主場63戰只曾8負，126場聯賽只失102球，在1947-48年奪得乙組聯賽冠軍。 |
| 1954-55年   | 亞瑟·端納帶領伯明翰城再奪乙組聯賽冠軍，以0.297的得失球率壓倒盧頓，整季攻入92球，四員鋒將各有雙位數字入球進帳。 |
| 1955-56年   | 剛升甲組即獲保持至今頂級聯賽最佳排名的第六位，再次晉身足總杯決賽，以1-3敗於曼城腳下。5月15日伯明翰城成為首支出戰歐洲比賽的英格蘭球隊，作客0-0打和國際米蘭。                                                                                          |
| 1960年      | 伯明翰城晉身歐洲城市博覽會盃決賽，兩回合主場0-0、作客1-4負於。 |
| 1961年      | 再次晉身歐洲城市博覽會盃決賽，兩回合主場2-2、作客0-2負於羅馬，再次屈居亞軍。 |
| 1963年      | 晉身聯賽杯決賽，兩回合主場3-1、作客0-0擊敗同市宿敵，在維拉公園球場高舉聯賽杯獎杯。 |
| 1970年      | 杜利華·法蘭西斯以16歲之齡首次披甲上陣，法蘭西斯為伯明翰城上陣328場，射入133球。1979年更成為首位英格蘭佰萬鎊轉會費球員改投。 |
| 1972年      | 升級甲組，此後九年穩守甲組席位。 |
| 1977年      | 1966年英格蘭世界杯冠軍領隊藍西爵士執教，但只維持一年。 |
| 1979年      | 降級乙組。此後數年如同升降機在甲、乙組之間上落。 |
| 1989年      | 首次降級丙組。 |
| 1991年      | 晉身聯賽錦標（利蘭DAF杯）決賽，35年來首度進軍溫布萊球場，以3-2擊敗奪標。 |
| 1992年      | 由於超級聯賽成立，伯明翰城成為首支由丙組升級甲組《第二級》的球隊。 |
| 1993年      | 大衛·蘇利雲及高特兄弟入主伯明翰城，為球隊帶來穩定的財政。季尾僅僅保留甲組《第二級》席位。 |
| 1994年      | 投資10萬英鎊重建聖安德魯球場著名的舊看台。降級乙組《第三級》。 |
| 1995年      | 奪得乙組《第三級》聯賽冠軍。再次晉身聯賽錦標（汽車擋風玻璃盾）決賽，1-0擊敗再於溫布萊奪標。 |
| 1996-97年   | 法蘭西斯重返擔任領隊。 |
| 1997-98年   | 季末僅僅以得失球差因較低入球數目而失去升級附加賽的資格。 |
| 1998-99年   | 晉身升級附加賽，在聖安德魯球場以負於被淘汰。 |
| 1999-2000年 | 再次晉身升級附加賽，負於出局。 |
| 2000-01年   | 以破球隊紀錄的250萬英鎊從來投。晉身联赛杯決賽，2月25日在威爾士千禧球場挑戰利物浦，保持1-1至加時完場，因年青的安祖·莊臣射失十二碼而飲恨。決賽敗陣後伯明翰城連續十場聯賽不勝而失去自動升級的席位。最後升級附加賽再以十二碼被普雷斯頓淘汰，連續三年黯然出局。 |
| 2001-02年   | 法蘭西斯在10月辭職，兩個月後布魯士正式上場。再一次晉身升級附加賽，決賽在千禧球場舉行，對手是诺里奇城，伯明翰城在加時先失一球，幸好賀斯菲特及時追平，再一次要以互射十二碼分勝負，年青小將冷靜地射入最後一球十二碼，令伯明翰城取得超級聯賽一席位，重返頂級聯賽行列。               |
| 2002-03年   | 聯賽形勢告急，在1月轉會窗重開期間一口氣簽入卡歷咸（Jamie Clapham）、基文斯（Stephen Clemence）、厄遜及法國世界杯冠軍成員杜加利，最終護級成功，排名第13位，高於死對頭的第16位。                                                               |
| 2003-04年   | 引進了鄧尼及從借用科素。開季三個月保持頭六位，一度有機會爭逐足協杯的參賽資格，但最終只能取得聯賽第10位，球隊近三十年來在頂級聯賽最高的排名。                                                                                                 |
| 2004-05年   | 夏季進一步加強陣容，加入希斯基、米茲洛和艾錫，並且延長了科素的借用合約，可惜科素、艾錫及鄧尼先後因傷無法上陣。布魯士再次在1月轉會窗增兵，借用賓納特及彭迪安尼到季尾以減輕兵源短缺的問題，聯賽穩守中游的第12位。                              |
| 2005-06年   | 球員傷患問題持續及前鋒入球能力不足，在2006年4月29日主場0-0賽和後宣佈護級失敗，來屆降級英冠聯賽。 |
| 2006-07年   | 降級英冠聯賽的伯明翰城經過一個球季的努力，以聯賽排名第2積分86分的成績重上英超聯賽。 |
| 2007-08年   | 英超聯賽排第十九位，回降英冠聯賽。 |
| 2008-09年   | 再一次於降級一季後奪得英冠聯賽亞軍，升級返回英超。 |
| 2009-10年   | 英超聯賽排名再創新高，排名第九位，主場失球排在曼聯及熱刺之後，只失十三球。 |
| 2010-11年   | 在溫布萊球場以2-1擊敗阿仙奴第二次奪得聯賽盃冠軍，並獲得參與下個球季的歐霸盃足球聯賽的資格。英超煞科戰作客1-2不敵熱刺，排第十八位，降班英冠                                                                                                   |
| 2011-12年   | 英冠聯賽排第4位，升班附加賽兩回合累計2-3負於黑池 |
| 2023-24年   | 英冠聯賽排名第22位，來屆降級英甲，自1995年後首度於第三級別聯賽系統作賽 |
| 2024-25年   | 英甲聯賽40場得95分穏奪冠軍，來屆重返英冠。聯賽錦標決賽0-2不敵彼得堡屈居亞軍 |

## 主場球場

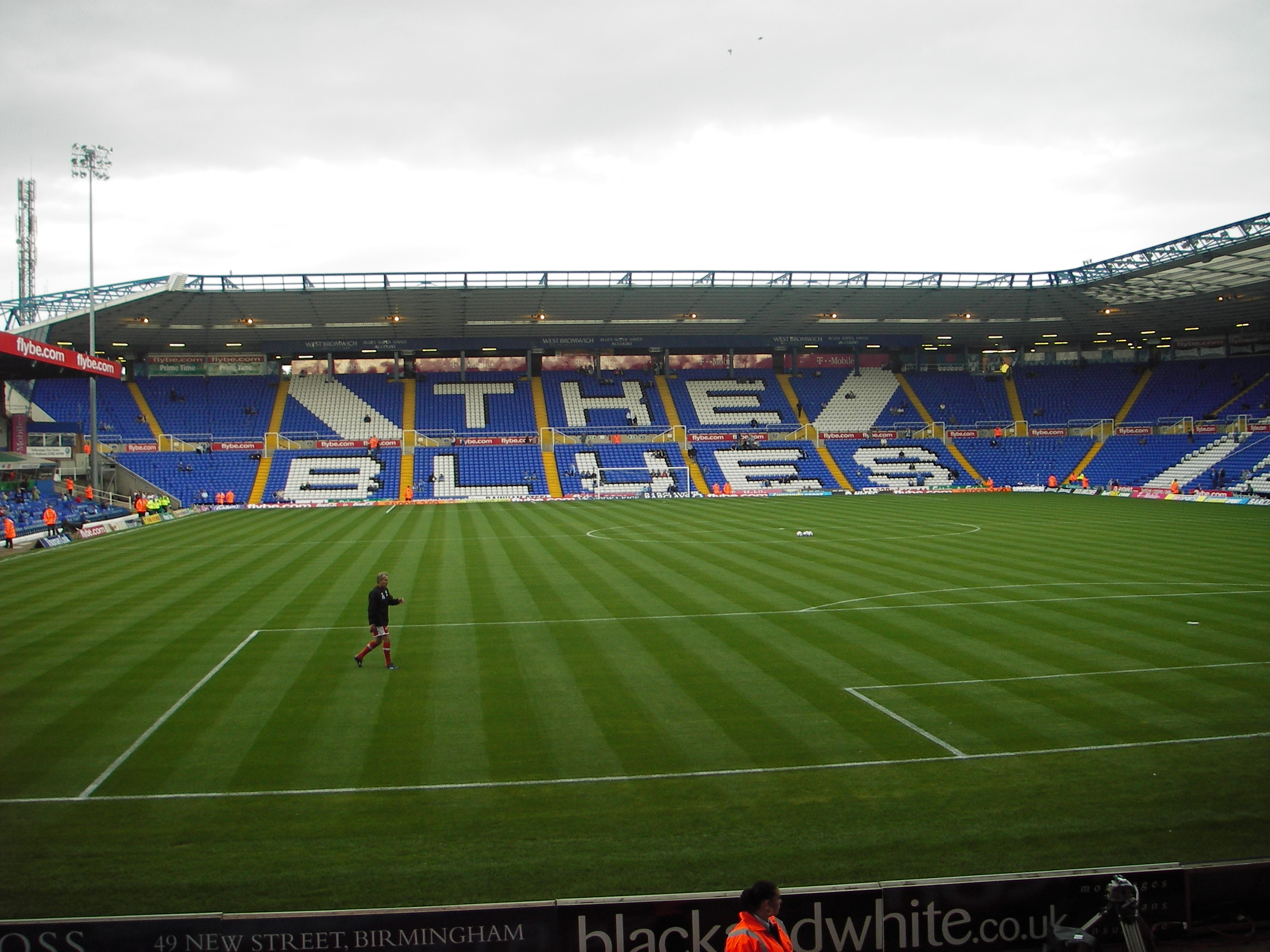
聖安德魯斯球場

聖安德魯斯球場（St Andrew's）位於英格蘭內小希夫地區，距離市中心東南約1.5英哩，處於工廠、鐵路與民居之間，是伯明翰城足球會的主場球場，容量剛剛超過30,000人。1906年伯明翰城從孟茲街（Muntz Street）舊球場遷入聖安德魯斯，首場比賽於12月26日舉行，0-0打和。聖安德魯斯最高入場人數創於1939年足總杯第五圈對的比賽，共有66,844名觀眾。
聖安德魯一直流傳遭受吉普賽人的詛咒，起源可能是興建球場前將一群吉普賽人強迫遷離居住的地方。1980年代的領隊朗‧桑達士（Ron Saunders）嘗試將十字架置於汛光燈及命令球員球員將球靴底部塗在紅色，用來對抗詛咒。同樣地，巴利‧費利（Barry Fry）在比賽場地四角撒尿希望改善球隊的命運。
二次大戰期間遭納粹德國廣泛空襲，聖安德魯斯暫時封閉。1941年聖安德魯斯主看台發生小火，但一名消防隊目誤將一桶電油當作水潑向火場，主看台被嚴重焚燬。在1950及60年代，「鐵路看台」（Railway Stand）及主看台曾經重建，隨著球隊的戰績下沉，聖安德魯斯亦變得老舊。在1985年5月11日巴拉福特球場火警的同一日，伯明翰城與的球迷在聖安德魯斯發生衝突，一幅牆壁倒塌導致一名觀眾死亡。
1993年3月大衛‧蘇利雲及高特兄弟入主球隊，三人從事色情出版業致富，徹底改變了伯明翰城的命運。球場上伯明翰城逐漸打出成績並能穩守英超席位。而聖安德魯斯亦開始現代化，從1994年開始耗資1,000萬英鎊重建古老的「客隊看台」（Kop Stand）及「泰頓道梯階看台」（Tilton Road terrace）。在泰萊報告書發表後，聖安德魯斯的新看台採用同期最流行的環形設計，為單層全坐席，類似的河畔球場或小型版的。1998-99年重建「鐵路看台」為8,000座看台，包括新的球員更衣室及辦公設施，其上層看台被稱為奧林匹克樓座。
伯明翰城曾計劃興建一座包含賭場的50,000座名為伯明翰市運動場（City of Birmingham Stadium）的新球場代替聖安德魯斯。2006年為慶祝聖安德魯斯百周年而有連串活動。

## 球會榮譽
| 榮譽                      | 次數        | 年度                                         |
| 聯 賽 比 賽               | 聯 賽 比 賽 | 聯 賽 比 賽                                  |
| ------------------------- | ----------- | -------------------------------------------- |
| 乙組聯賽〈II〉 冠軍       | 4           | 1892/93年、1920/21年、1947/48年、1954/55年； |
| 冠軍聯賽〈II〉 亞軍       | 2           | 2006/07年、2008/09年；                       |
| 甲組聯賽〈II〉 附加賽冠軍 | 1           | 2001/02年；                                  |
| 乙組聯賽〈III〉 冠軍      | 1           | 1994/95年；                                  |
| 甲級聯賽〈III〉 冠軍      | 1           | 2024/25年；                                  |
| 盃 賽 比 賽               |             |                                              |
| 足總盃 亞軍               | 2           | 1931年、1956年；                             |
| 聯賽盃 冠軍               | 2           | 1963年、2011年；                             |
| 聯賽盃 亞軍               | 1           | 2001年；                                     |
| 聯賽錦標 冠軍             | 2           | 1991年、1995年；                             |

## 球員名單（2025/26）
1. 粗體字為新加盟球員（青年軍提升不計）。
2. 2025年夏季轉會窗（英语：List of English football transfers summer 2025）：6月1日至10日，6月16日至9月1日。

### 目前效力
| 編號         | 國籍     | 球員名字                                     | 位置      | 出生日期   | 加盟年份                   | 前屬球會       | 身價     |
| 門 將        | 門 將    | 門 將                                        | 門 將     | 門 將      | 門 將                      | 門 將          | 門 將    |
| ------------ | -------- | -------------------------------------------- | --------- | ---------- | -------------------------- | -------------- | -------- |
| 21           | 英格兰   | 萊安·阿爾索普（Ryan Allsop）                 | 門將      | 1992.6.17  | 2024                       | 赫尔城         | 無透露   |
| 45           | 北爱尔兰 | 貝利·皮科克-法雷爾（Bailey Peacock-Farrell） | 門將      | 1996.10.29 | 2024                       | 伯恩利         | 無透露   |
| 後 衛        |          |                                              |           |            |                            |                |          |
| 2            | 英格兰   | 伊桑·萊爾德（Ethan Laird）                   | 邊衛      | 2001.08.05 | 2023                       | 曼聯           | 無透露   |
| 3            | 英格兰   | 李·布坎南（Lee Buchanan）                    | 邊衛      | 2001.03.07 | 2023                       | 雲達不萊梅     | 無透露   |
| 5            | 英格兰   | 戴恩·桑德森（Dion Sanderson）                | 中場      | 1999.12.15 | 2023                       | 狼隊           | 無透露   |
| 6            | 波兰     | 克里斯蒂安·别利克（Krystian Bielik）         | 後衛      | 1998.1.4   | 2023                       | 德比郡         | 無透露   |
| 16           | 大韩民国 | 李明載（Lee Myung-jae）                      | 後衛      | 1993.11.04 | 2025                       | 蔚山HD         | 自由轉會 |
| 23           | 英格兰   | 艾曼纽·朗治奴（Emmanuel Longelo）            | 後衛      | 2000.12.27 | 2023                       | 西汉姆联       | 無透露   |
| 31           | 蘇格蘭   | 格蘭特·漢利（Grant Hanley）                  | 後衛      | 1991.11.20 | 2025                       | 诺里奇城       | 自由轉會 |
| 中 場／翼 鋒 |          |                                              |           |            |                            |                |          |
| 7            | 挪威     | 埃米尔·汉松（Emil Hansson）                  | 翼鋒      | 1998.06.15 | 2024                       | 艾美路荷華高斯 | 無透露   |
| 11           | 蘇格蘭   | 马克·伦纳德（Marc Leonard）                  | 中場      | 2001.12.19 | 2024                       | 布莱顿         | 無透露   |
| 12           | 蘇格蘭   | 斯科特·萊特（Scott Wright）                  | 翼鋒      | 1997.08.08 | 2024                       | 流浪者         | 無透露   |
| 14           | 英格兰   | 克什·安德森（Keshi Anderson）                | 翼鋒      | 1995.04.06 | 2023                       | 黑池           | 自由轉會 |
| 18           | 冰岛     | 威廉·索尔·威廉松（Willum Þór Willumsson）    | 中場      | 1998.10.23 | 2024                       | 前進伊高斯     | 無透露   |
| 20           | 英格兰   | 亚历克斯·科克伦（Alex Cochrane）             | 中場/防中 | 2000.04.21 | 2024                       | 哈茨           | 無透露   |
| 24           | 日本     | 岩田智輝（Tomoki Iwata）                     | 翼鋒      | 1997.04.07 | 2024                       | 凯尔特人       | 無透露   |
| 42           | 英格兰   | 阿爾菲·張（Alfie Chang）                     | 攻中/翼鋒 | 2002.09.04 | 2021                       | 青年軍         | N/A      |
| 前 鋒        |          |                                              |           |            |                            |                |          |
| 8            | 英格兰   | 泰勒·羅伯茨（Tyler Roberts）                 | 前鋒      | 1999.01.12 | 2023                       | 列斯聯         | 無透露   |
| 9            | 英格兰   | 阿尔菲·梅（Alfie May）                       | 前鋒      | 1999.07.03 | 2024                       | 查尔顿         | 無透露   |
| 10           | 英格兰   | （Lukas Jutkiewicz）                         | 前鋒      | 1989.03.28 | 2017（页面存档备份，存于） | 般尼           | 100萬鎊  |
| 13           | 大韩民国 | 白昇浩（Paik Seung-ho）                      | 前鋒      | 1997.03.17 | 2024                       | 女王公园巡游者 | 無透露   |
| 17           | 澳大利亚 | 林登·戴克斯（Lyndon Dykes）                  | 前鋒      | 1995.10.07 | 2024                       | 鳥栖砂岩       | 無透露   |
| 28           | 英格兰   | 杰伊·斯坦斯菲尔德（Jay Stansfield）          | 前鋒      | 2002.11.24 | 2024                       | 富勒姆         | 無透露   |

^  注解2： 據報約700萬歐元。

### 外借球員
| 編號 | 國籍 | 球員名字 | 位置 | 出生日期 | 加盟年份 | 外借球會 | 外借年期 |
| ---- | ---- | -------- | ---- | -------- | -------- | -------- | -------- |

### 離隊球員
| 編號             | 國籍   | 球員名字                     | 位置 | 出生日期   | 加盟年份 | 加盟球會   | 身價   |
| ---------------- | ------ | ---------------------------- | ---- | ---------- | -------- | ---------- | ------ |
| 27               | 英格兰 | 布兰登·凯拉（Brandon Khela） | 中場 | 2005.01.19 | 2023     | 彼得伯勒联 | 無透露 |
| 33               | 日本   | 橫山步夢（Ayumu Yokoyama）   | 前鋒 | 2003.03.04 | 2024     | 皇家亨克   | 無透露 |
| 2025年冬季轉會窗 |        |                              |      |            |          |            |        |

## 著名球星
- 達倫·安達頓（Darren Anderton）
- 斯蒂夫·布鲁斯（Steve Bruce）
- （Scott Dann）
- 克里斯托弗·杜加里（Christophe Dugarry）
- （Barry Ferguson）
- （Ben Foster）
- 杜利華·法蘭西斯（Trevor Francis）
- （Craig Gardner）
- （Roger Johnson）
- （Sebastian Larsson）
- 卜·賴斯福特（Bob Latchford）
- 占美·蒙哥馬利（Jimmy Montgomery）
- （Walter Pandiani）
- （Kevin Phillips）
- （David Seaman）
- （Maik Taylor）
- （Nikola Žigić）
- 裘德·貝林厄姆（Jude Bellingham）

## 备注
1. ↑  香港商人楊家誠旗下泓鋒國際收購球會後於記者會上展示之官方名字为，但正確的香港譯名應以更佳

## 外部連結
- 伯明翰城官方網站（页面存档备份，存于）
- BCFC Fanzine
- 伯明翰城月刊
- 伯明翰股票價格
- 獨立伯明翰城入門網站（页面存档备份，存于）
- birminghamcity-mad（页面存档备份，存于）